# Bonzée
Bonzée est une commune française située dans le département de la Meuse, en région Grand Est.
Elle est issue de la fusion en 1977 de trois communes : Bonzée-en-Woëvre, Mesnil-sous-les-Côtes et Mont-Villers, elle-même fusion des villages de Villers-sous-Bonchamp et  Mont-sous-les-Côtes en 1965. La ferme de Murauvaux fait aussi partie de la commune de Bonzée.

## Géographie

### Situation
La commune de Bonzée fait partie du Parc naturel régional de Lorraine et se trouve au pied des Côtes de Meuse (du côté Nord-Est) et fait ainsi partie de la plaine de la Woëvre. Elle est traversée par le Longeau et est surplombée par les Côtes de Meuse et la Côte des Hures.
La commune de Bonzée est bordée dans le canton de Fresnes-en-Woëvre par les communes de Haudiomont, Manheulles, Fresnes-en-Woëvre, Tresauvaux, Les Éparges ainsi que de Mouilly et par le canton de Verdun-Est.

#### Communes limitrophes
| Haudiomont  | Manheulles | Manheulles |
| Haudiomont  | Bonzée     | Manheulles |
| Les Éparges | Trésauvaux | Trésauvaux |

### Hydrographie

#### Réseau hydrographique
La commune est traversée par la ligne de partage des eaux entre les bassins versants du Rhin et de la Meuse au sein du bassin Rhin-Meuse. Elle est drainée par le Longeau, le ruisseau d'Haudiomont, le ruisseau de Champe, le ruisseau de St-Martin, le ravin de Viseau, le ruisseau de Moulinvau, le ruisseau d'Aidevau, le ruisseau de la Fontaine St-Brice et le ruisseau de Donvau,.
Le Longeau, d'une longueur de 37 km, prend sa source dans la commune de Hannonville-sous-les-Côtes et se jette  dans l'Yron à Friauville, après avoir traversé 16 communes. 

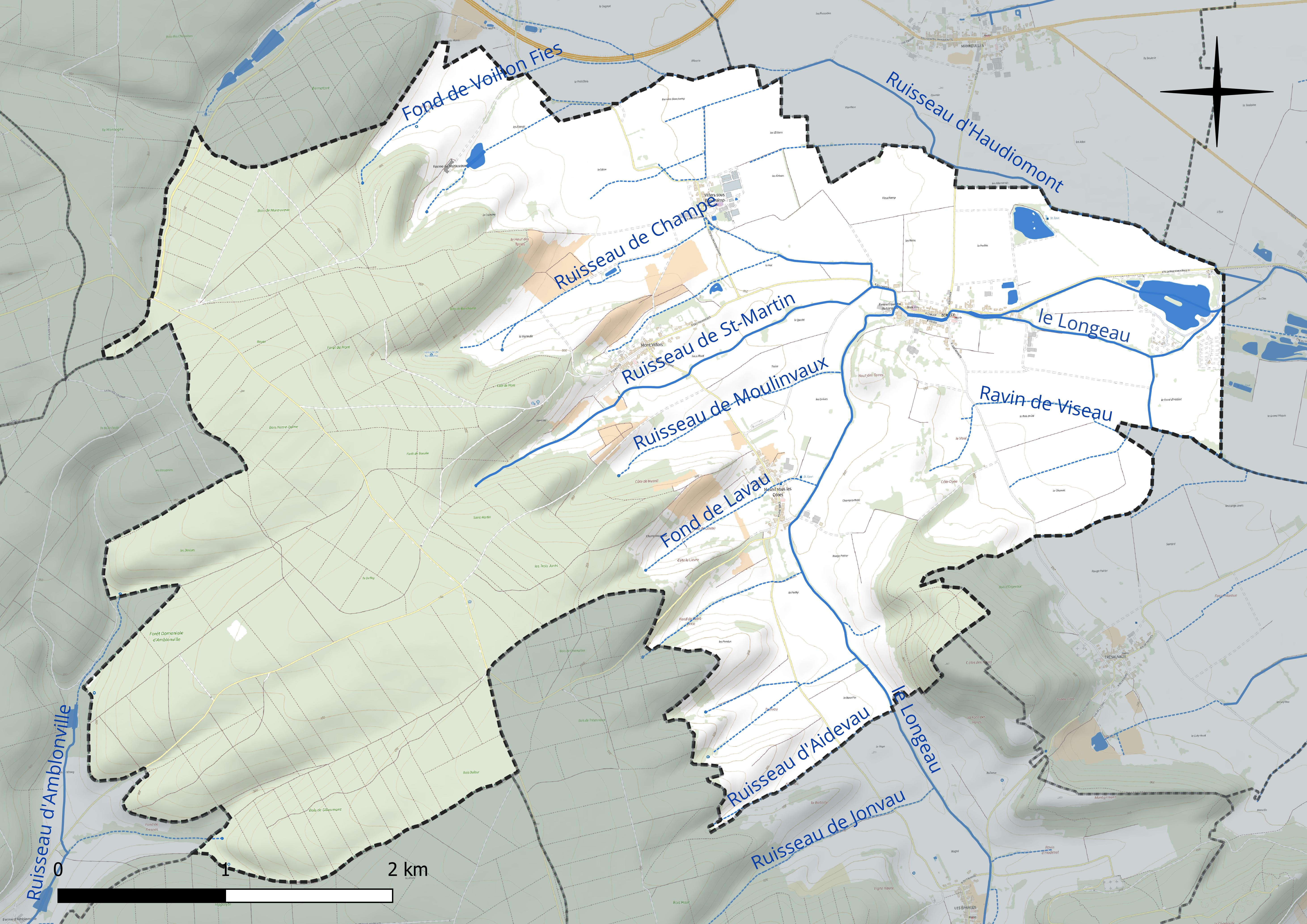
Réseau hydrographique de Bonzée.

#### Gestion et qualité des eaux
Le territoire communal est couvert par le schéma d'aménagement et de gestion des eaux (SAGE) « Bassin ferrifère ». Ce document de planification concerne le périmètre des anciennes galeries des mines de fer, des aquifères et des bassins versants hydrographiques associés qui s’étend sur 2 418 km2. Les bassins versants concernés sont celui de la Chiers en amont de la confluence avec l'Othain, et ses affluents (la Crusnes, la Pienne, l'Othain), celui de l'Orne et ses affluents et celui de la Fensch, le Veymerange, la Kiesel et les parties françaises du bassin versant de l'Alzette et de ses affluents (Kaylbach, ruisseau de Volmerange). Il a été approuvé le 27 mars 2015. La structure porteuse de l'élaboration et de la mise en œuvre est la région Grand Est. 
La qualité des cours d’eau peut être consultée sur un site spécial géré par les agences de l’eau et l’Agence française pour la biodiversité. 

### Climat
Pour des articles plus généraux, voir Climat du Grand Est et Climat de la Meuse.
En 2010, le climat de la commune est de type climat de montagne, selon une étude du Centre national de la recherche scientifique s'appuyant sur une série de données couvrant la période 1971-2000. En 2020, Météo-France publie une typologie des climats de la France métropolitaine dans laquelle la commune est exposée à un climat océanique altéré et est dans la région climatique  Lorraine, plateau de Langres, Morvan, caractérisée par un hiver rude (1,5 °C), des vents modérés et des brouillards fréquents en automne et hiver. 
Pour la période 1971-2000, la température annuelle moyenne est de 9,6 °C, avec une amplitude thermique annuelle de 16,3 °C. Le cumul annuel moyen de précipitations est de 957 mm, avec 13,5 jours de précipitations en janvier et 9,4 jours en juillet. Pour la période 1991-2020, la température moyenne annuelle observée sur la station météorologique installée sur la commune est de 10,6 °C et le cumul annuel moyen de précipitations est de 783,7 mm. 
La température maximale relevée sur cette station est de 40,6 °C, atteinte le 24 juillet 2019 ; la température minimale est de −17,3 °C, atteinte le 7 février 2012,,. 
| Mois                                  | jan.           | fév.           | mars           | avril         | mai           | juin          | jui.          | août          | sep.          | oct.          | nov.          | déc.           | année      |
| ------------------------------------- | -------------- | -------------- | -------------- | ------------- | ------------- | ------------- | ------------- | ------------- | ------------- | ------------- | ------------- | -------------- | ---------- |
| Température minimale moyenne (°C)     | 0              | −0,3           | 1,2            | 3,6           | 7,2           | 10,7          | 12,7          | 12,7          | 9,1           | 6,5           | 3,7           | 1,2            | 5,7        |
| Température moyenne (°C)              | 2,7            | 3,2            | 6,3            | 10            | 13,2          | 16,9          | 19,4          | 19,2          | 15,2          | 11            | 6,7           | 3,9            | 10,6       |
| Température maximale moyenne (°C)     | 5,3            | 6,6            | 11,5           | 16,5          | 19,2          | 23,1          | 26,1          | 25,7          | 21,3          | 15,5          | 9,7           | 6,6            | 15,6       |
| Record de froid (°C) date du record   | −16,4 16.01.21 | −17,3 07.02.12 | −10,6 15.03.13 | −6,4 20.04.17 | −1,9 04.05.11 | 1,7 05.06.09  | 3,6 03.07.11  | 3,5 26.08.18  | −0,6 20.09.12 | −6,3 29.10.12 | −7,7 30.11.16 | −16,5 26.12.10 | −17,3 2012 |
| Record de chaleur (°C) date du record | 15,4 25.01.16  | 20,4 23.02.21  | 26,3 31.03.21  | 28,1 21.04.18 | 33,5 28.05.17 | 35,4 26.06.19 | 40,6 24.07.19 | 37,8 07.08.18 | 34,5 15.09.20 | 27,1 13.10.23 | 21,7 07.11.15 | 17,7 17.12.15  | 40,6 2019  |
| Précipitations (mm)                   | 80,3           | 63,6           | 58,1           | 41,6          | 76,5          | 66,9          | 51,7          | 55,6          | 53,7          | 69,2          | 71,8          | 94,7           | 783,7      |

| Diagramme climatique                                  |             |             |             |             |              |              |              |             |             |            |            |
| J                                                     | F           | M           | A           | M           | J            | J            | A            | S           | O           | N          | D          |
| 5,3080,3                                              | 6,6−0,363,6 | 11,51,258,1 | 16,53,641,6 | 19,27,276,5 | 23,110,766,9 | 26,112,751,7 | 25,712,755,6 | 21,39,153,7 | 15,56,569,2 | 9,73,771,8 | 6,61,294,7 |
| Moyennes : • Temp. maxi et mini °C • Précipitation mm |             |             |             |             |              |              |              |             |             |            |            |

Les paramètres climatiques de la commune ont été estimés pour le milieu du siècle (2041-2070) selon différents scénarios d'émission de gaz à effet de serre à partir des nouvelles projections climatiques de référence DRIAS-2020. Ils sont consultables sur un site spécial publié par Météo-France en novembre 2022.

## Urbanisme

### Typologie
Au 1er janvier 2024, Bonzée est catégorisée commune rurale à habitat dispersé, selon la nouvelle grille communale de densité à sept niveaux définie par l'Insee en 2022.
Elle est située hors unité urbaine. Par ailleurs la commune fait partie de l'aire d'attraction de Verdun, dont elle est une commune de la couronne,. Cette aire, qui regroupe 103 communes, est catégorisée dans les aires de moins de 50 000 habitants,.

### Occupation des sols
L'occupation des sols de la commune, telle qu'elle ressort de la base de données européenne d’occupation biophysique des sols Corine Land Cover (CLC), est marquée par l'importance des territoires agricoles (51,3 % en 2018), une proportion sensiblement équivalente à celle de 1990 (51,1 %). La répartition détaillée en 2018 est la suivante : 
forêts (46,1 %), terres arables (28 %), prairies (20,8 %), cultures permanentes (2,5 %), zones urbanisées (1,4 %), espaces verts artificialisés, non agricoles (1,2 %). L'évolution de l’occupation des sols de la commune et de ses infrastructures peut être observée sur les différentes représentations cartographiques du territoire : la carte de Cassini (XVIIIe siècle), la carte d'état-major (1820-1866) et les cartes ou photos aériennes de l'IGN pour la période actuelle (1950 à aujourd'hui).

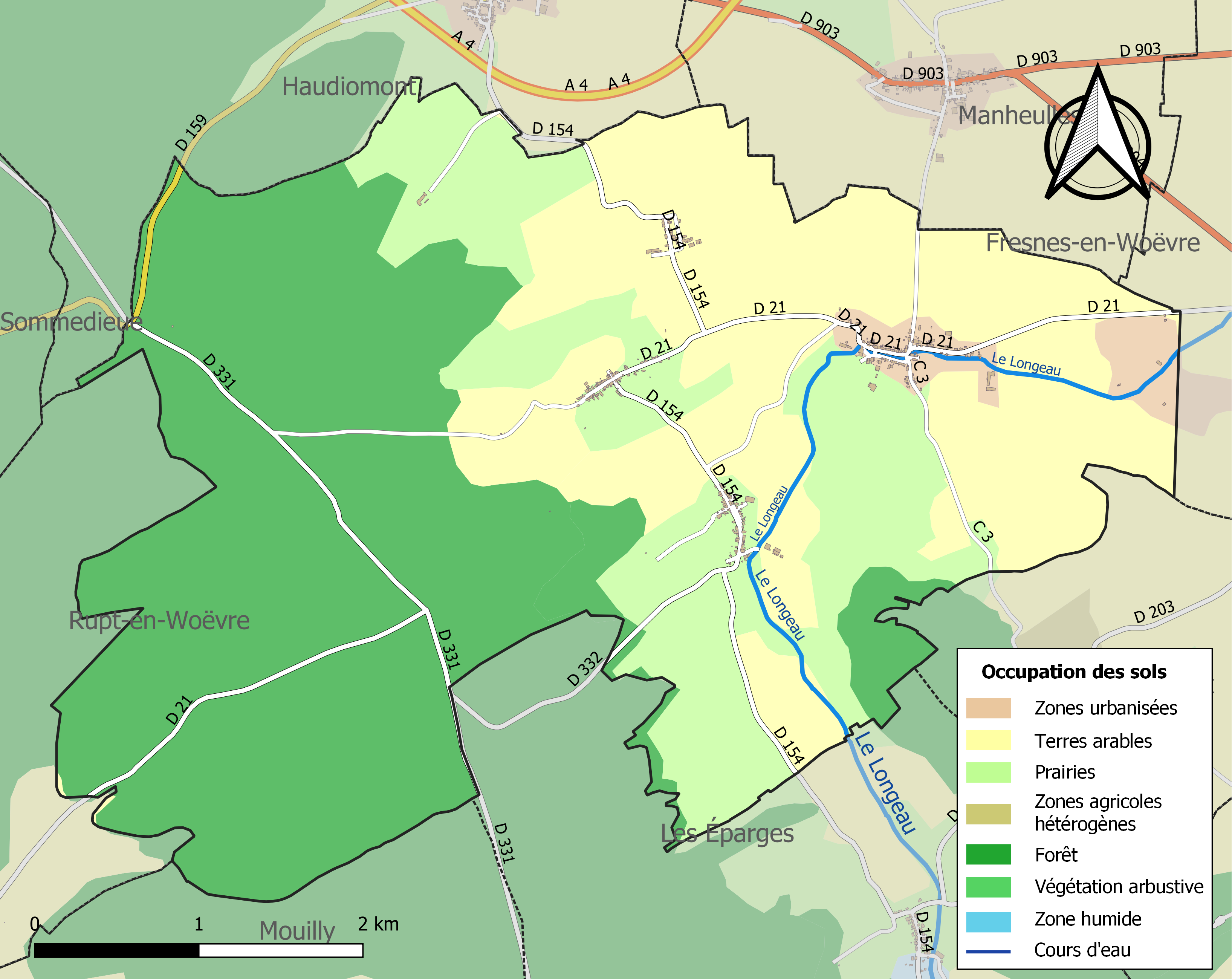
Carte des infrastructures et de l'occupation des sols de la commune en 2018 (CLC).

## Toponymie
Le nom de la localité est attesté sous les formes Bonzeium (962) ; Ecclesia a Bunsena (xe siècle) ; Ecclesia ad Bunsena (971) ; Bouzeum (973) ; Botzeium (973) ; Bonzei, Bonzeum (1163) ; Bunzeium (1165) ; Bonzees (1196) ; Bonzeis (1207) ; Bonzeies (1240) ; La vouerie de lor ban de Bonzees (1252) ; Bonzey (1346) ; Bonsey (1549) ; Bonzé (1700) ; Botzeum (1736) ; Bonzaeum (1738) ; Bauzé (1743) ; Bouzey (1745).

Son nom signifie « débouché des eaux » : l'histoire de Bonzée est liée à l'existence de cette petite rivière, le Longeau.

## Histoire
Le 8 novembre 1914, durant la Première Guerre mondiale, le front se situe proche de la commune, sur les côtes, une grande activité de l'armée française dans la commune. En 1914, la commune est intégrée à la troisième ligne, la première ligne aux Les Éparges et la seconde ligne à Calonne.
Le 1er janvier 1977, Bonzée-en-Woëvre devient Bonzée à la suite de sa fusion-association avec Mesnil-sous-les-Côtes et Mont-Villers. Le 1er novembre 2013, la fusion de Bonzée avec Mesnil-sous-les-Côtes et Mont-Villers est transformée en fusion simple.

## Politique et administration
| Période                                  | Période   | Identité                                        | Étiquette | Qualité     |
| ---------------------------------------- | --------- | ----------------------------------------------- | --------- | ----------- |
| Les données manquantes sont à compléter. |           |                                                 |           |             |
| avant 1967                               | ?         | Jean Lacroix                                    | CD        | Agriculteur |
| mars 2001                                | mars 2008 | Bernard Simon                                   |           |             |
| mars 2008                                | mars 2014 | Joël Grandjean                                  |           |             |
| mars 2014                                | En cours  | Dominique Moussa Réélu pour le mandat 2020-2026 |           | Technicien  |

## Population et société

### Démographie
L'évolution du nombre d'habitants est connue à travers les recensements de la population effectués dans la commune depuis 1793. Pour les communes de moins de 10 000 habitants, une enquête de recensement portant sur toute la population est réalisée tous les cinq ans, les populations de référence des années intermédiaires étant quant à elles estimées par interpolation ou extrapolation. Pour la commune, le premier recensement exhaustif entrant dans le cadre du nouveau dispositif a été réalisé en 2006.

En 2022, la commune comptait 367 habitants, en évolution de +3,97 % par rapport à 2016 (Meuse : −4,4 %, France hors Mayotte : +2,11 %).
| 1793 | 1800 | 1806 | 1821 | 1831 | 1836 | 1841 | 1846 | 1851 |
| ---- | ---- | ---- | ---- | ---- | ---- | ---- | ---- | ---- |
| 300  | 344  | 379  | 396  | 410  | 440  | 413  | 420  | 423  |

| 1856 | 1861 | 1866 | 1872 | 1876 | 1881 | 1886 | 1891 | 1896 |
| ---- | ---- | ---- | ---- | ---- | ---- | ---- | ---- | ---- |
| 389  | 372  | 363  | 345  | 334  | 299  | 290  | 280  | 240  |

| 1901 | 1906 | 1911 | 1921 | 1926 | 1931 | 1936 | 1946 | 1954 |
| ---- | ---- | ---- | ---- | ---- | ---- | ---- | ---- | ---- |
| 212  | 207  | 206  | 111  | 169  | 159  | 157  | 154  | 153  |

| 1962 | 1968 | 1975 | 1982 | 1990 | 1999 | 2006 | 2011 | 2016 |
| ---- | ---- | ---- | ---- | ---- | ---- | ---- | ---- | ---- |
| 159  | 133  | 131  | 306  | 328  | 350  | 362  | 363  | 353  |

| 2021 | 2022 | - | - | - | - | - | - | - |
| ---- | ---- | - | - | - | - | - | - | - |
| 360  | 367  | - | - | - | - | - | - | - |

## Culture locale et patrimoine
Le camping de Bonzée attire beaucoup de monde chaque année. Il existe depuis 1978. On y trouve aussi un lac.

### Lieux et monuments

#### Monuments militaires
- La nécropole Nationale de Mont-Villers.

#### Édifices religieux
- L'église Saint-Laurent de Bonzée, origine XVIIIe siècle, détruite en 1914, reconstruite en 1927.
- L'église Saint-Brice de Mesnil-sous-les-Côtes, origine 1603, rebâtie en 1858, détruite en 1914, reconstruite en 1924.
- L'église Saint-Martin de Mont-Villers, construite en 1769.

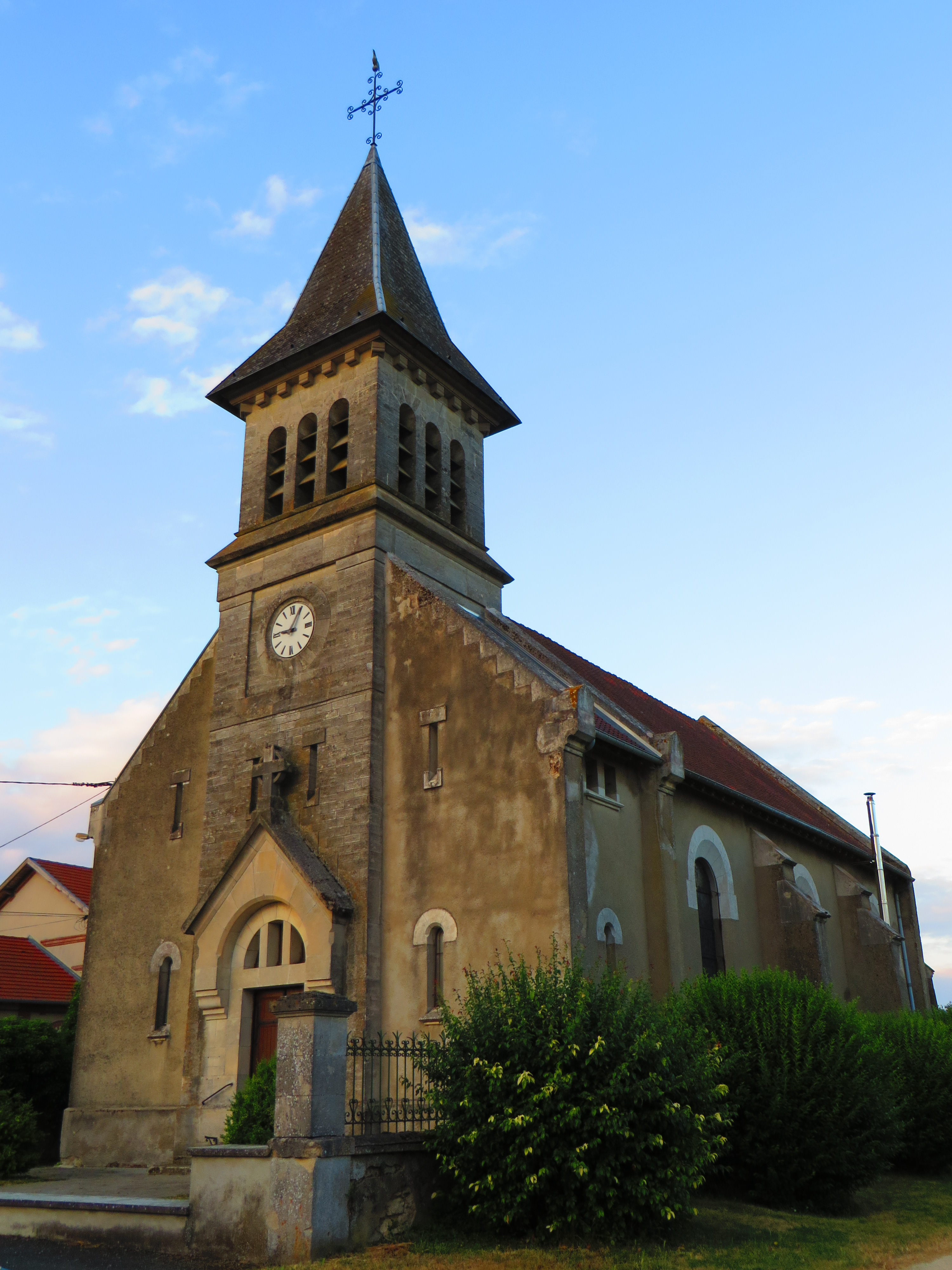
L'église Saint-Laurent de Bonzée.
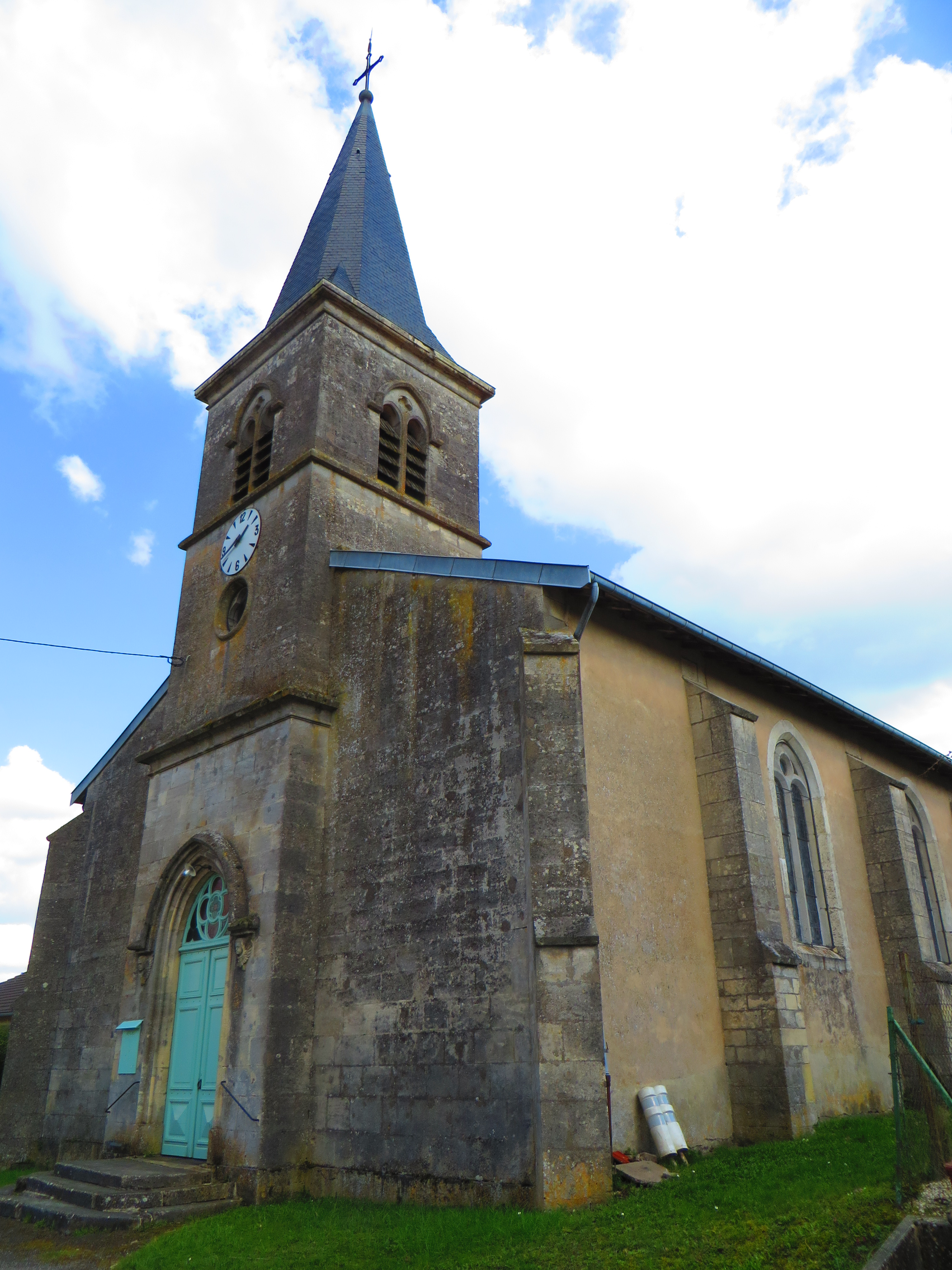
L'église Saint-Brice de Mesnil-sous-les-Côtes.
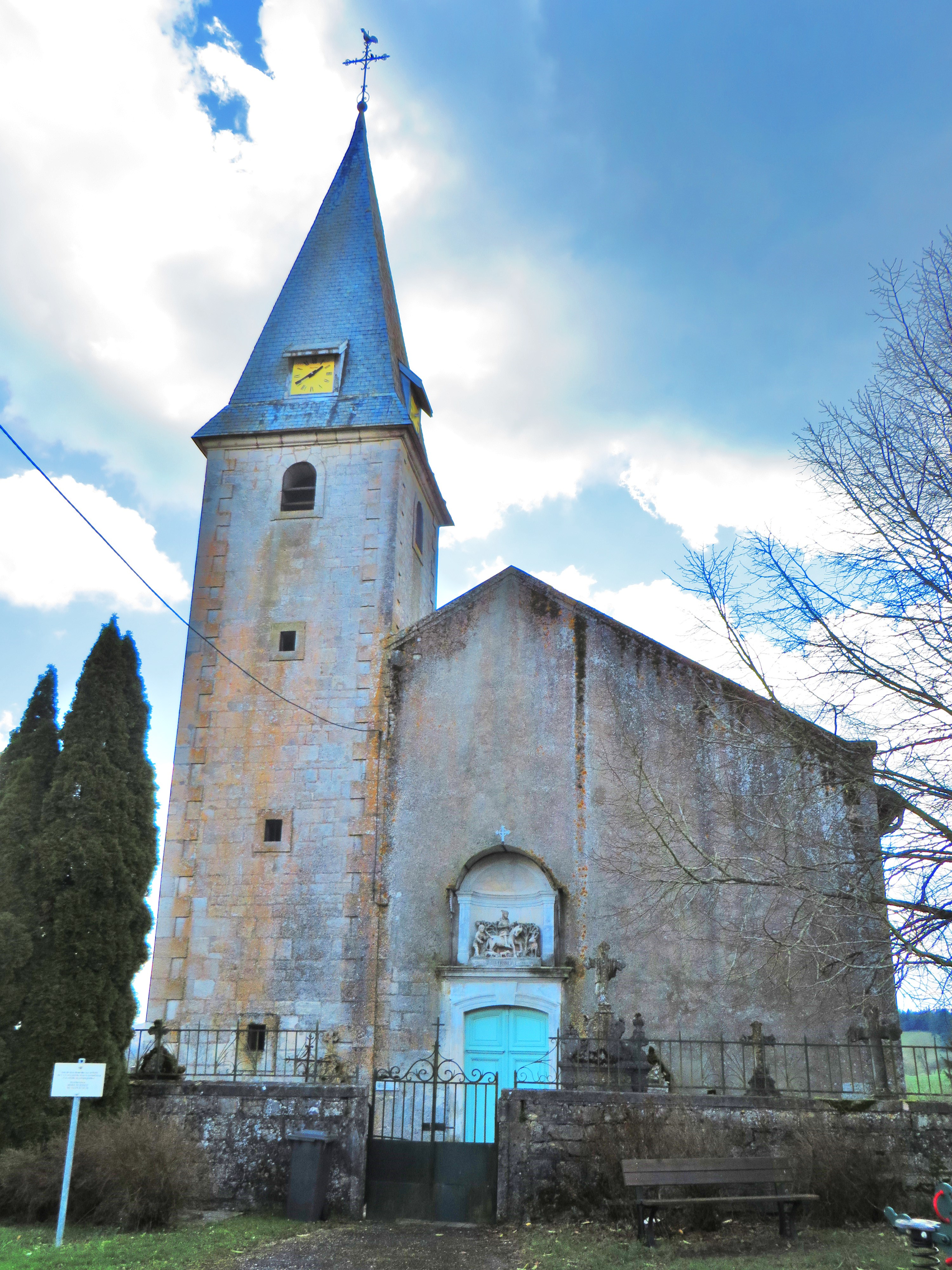
L'église Saint-Martin de Mont-Villers.

### Décorations françaises
- Croix de guerre 1914-1918 :
  - Bonzée-en-Woëvre : 15 mars 1921 ;
  - Mesnil-sur-les-Côtes : 15 mars 1921.